# Microdesmus knappi
Microdesmus knappi är en fiskart som beskrevs av Dawson 1972. Microdesmus knappi ingår i släktet Microdesmus och familjen Microdesmidae. IUCN kategoriserar arten globalt som otillräckligt studerad. Inga underarter finns listade i Catalogue of Life.